# Frank Moore (tirador)
Frank W. Moore va ser un tirador britànic que va competir a començaments del segle xx.
El 1908 va prendre part en els Jocs Olímpics de Londres, on guanyà una medalla d'or en la prova de fossa olímpica per equips. En aquests mateixos Jocs fou desè en la prova individual.